# 한국방송작가협회
한국방송작가협회(韓國放送作家協會)는 대한민국의 방송 작가들이 결성한 단체이다.

## 목적과 기능
사무실은 서울 영등포구 여의도동에 있다. 단체의 목적은 저작권을 비롯한 방송 작가의 권익을 보호하고 처우를 개선하며, 방송 문예의 향상과 발전, 교류를 통해 민족 문화 창달에 기여하는 것이다. 주요 사업으로는 회원의 저작권을 위임받아 신탁 관리하는 한편, 방송문예 육성에 대한 연구회 개최와 도서 출판, 외국의 관련 인사 및 기구와 교류, 회원에 대한 교육 사업과 복지 사업이 있다.

## 한국방송작가상
1989년부터 한국방송작가상을 제정하여 시상하는 한편 월간지 《방송문예》를 발행하고 있다.
1989년 1회부터 1994년 6회까지는 매년 봄에 개최해 왔는데 재작년도 중후반기부터 전년도 내용을 기준으로 평가하였으나 백상예술대상과 포맷이 비슷하다는 지적이 있었다.
1회부터 TV-라디오 부문만 시상했으나 한국방송대상과 포맷이 겹치자  1995년 7회부터는 작가상 운영 규정에 따라 드라마-비드라마 부문으로 형식이 변경되었다. 7회 시상식에서 MBC 《서울의 달》이 최초 한국방송작가상 드라마 수상의 영예를 안았다.
2회(1990년 3월)(1988년 중후반기 ~ 1989년 내용), 6회(1994년 3월)(1992년 중후반기 ~ 1993년 내용), 9회(1997년 3월)(1995년 중후반기 ~ 1996년 내용)는 드라마-비드라마 부문에서 수상작이 없었다. 3회(1991년 3월)(1989년 중후반기 ~ 1990년 내용)에서는 라디오 부문 수상작이 없었다.
10회(1997년 11월)부터 연말에 개최되는 것으로 변경되어 1997년 12월에 개최되었지만 수상작이 없었다. 12회(1999년 12월)부터는 작가상 운영 규정에 따라 드라마-교양-예능 부문으로 변경되었다. 19회(2006년 12월)부터는 라디오 부문이 추가됐으며 드라마 부문은 전년도 중후반기 때부터의 내용을 위주로 했다.
아울러, 11회 이후  드라마 부문은 15회(2002년 12월)와 16회(2003년 12월), 19회, 22회(2009년 12월), 24회(2011년 12월), 27회(2014년 12월), 29회(2016년 12월),33회(2020년 12월)에서 수상작이 없었다.
이와 함께, 11회 이후  예능 부문은 13회(2000년 12월)에서, 교양 부문은 34회(2021년 12월)에서 수상작이 없었다.
1988년에는 신인 작가 양성 목적의 교육 기관인 한국방송작가교육원을 개원하였다. 한국저작권단체협의회의 일원이기도 하다.
《그대 그리고 나》이전까지 《신데렐라》를 제외하면 8시 주말극이 8회(96년 3월 개최)(94년 중후반기 ~ 95년 초중반기) 한국방송작가상 드라마 부문 후보에 오른  《젊은이의 양지》등 KBS 2TV에 눌려 고전을 면치 못했는데 《동기간》 《가슴을 열어라》《사랑한다면》이 조기종영의 아픔을 맛봐야 했으며
MBC는 앞서 언급한 것처럼 작가상 운영규정에 따라 드라마/비드라마 형식으로(7회부터) 바뀐 과정에서 최초 한국방송작가상 드라마 수상의 영예를 안은(7회)  《서울의 달》이후 11회 때 《그대 그리고 나》로 재수상하기 전까지 3연속 드라마 부문 미수상이란 불명예(SBS가 8회 때 <모래시계>로 첫 드라마 수상을 안은 뒤 12회 때 <은실이>로 재수상하기 전까지 연속 드라마 부문  미수상 타이(3연속) 기록을 세움)를 안아야 했으며 그나마 8~9회 때는 최종 후보작이 없었다,
역대 두 번째 드라마 작가상 수상작(8회)인 SBS 《모래시계》에서 강우석 역으로 나온 박상원,  8회 드라마 부문 후보작에 오른 KBS 2TV 《장녹수》에서 타이틀롤 장녹수 역으로 출연한 박지영, 해당 작품(여울목)과 경쟁했던 KBS 2TV 《딸부잣집》에서 권우령 역을 맡은 변소정이 자사 공채 탤런트 출신(박상원 - 86년 3월 18기  박지영 변소정 - 89년 11월 19기)이라 아픔이 더 컸다.

## 역사와 현황
1957년에 방송 작가들 간의 친목단체로 출발한 비공식 모임이 모태이며 1962년에 한국방송극작가협회로 창립되었다. 한국방송작가협회로 개칭된 것은 1970년이다. 1988년에는 사단법인으로 재발족했다.
초기의 주도 인물은 이서구, 한운사, 주태익, 최요안 등이었다. 초대 이사장은 이서구가 맡았다.
2008년 기준으로 방송작가협회의 회원 수는 약 2천여 명이며, 이 가운데 드라마 작가는 3백 명 가량이다. 2008년에는 다큐멘터리 분야 작가가 처음으로 이사장에 선출되면서 전임 이사장인 김수현을 포함한 유명 드라마 작가가 연속 탈퇴하는 사건이 있었다.

## 기타
- 한국방송작가상의 드라마 부문(6회까지는 TV 부문에 속했으나 7회부터 분리)은 문화적 가치가 있거나[19] 단수집필자에 의해 쓰여진 순수 창작물[20]을 기준으로 했지만 31회부터는 공동 집필도 가능해졌다[21].
- 이와 함께, 한국방송작가상의 드라마 부문(7회부터 시행)에서는 "한번 작가상을 받은 사람은 다시 받을 수 없다"는 규정이 있었는데[22] MBC 서울의 달로 7회 드라마 부문 수상의 영예를 안은[23] 김운경 작가가 SBS 옥이 이모로 8회 드라마 부문 최종 후보에 한때 거론된 것 때문이며 그 외에도 작가가 심사위원으로 임명된 작품[24], 숙성도가 미흡한 작품[25], 외국어 제목 위주의 작품[26]은 수상에서 제외시키지만 "한번 드라마 작가상을 받은 사람은 재수상이 불가피하다"는 규정은 33회부터 OTT 플랫폼 작품까지 작가상 후보에 첨가시킨 후[27] 사라지기도 했으며 더 글로리가 역대 1호 외국어 제목 드라마[28]  수상의 영예를 안았다.

## 같이 보기
- 한국방송작가교육원
- SBS 외주작가 투신 자살 사건